# Обсервер (компания)
«Обсервер» — российская компания, занимающаяся разработкой и производством инвалидных колясок и сопутствующего оборудования с целью обеспечения «безбарьерной среды» для инвалидов. Располагается в Калининграде. Основана предпринимателем Романом Араниным в 2009 году.

## История

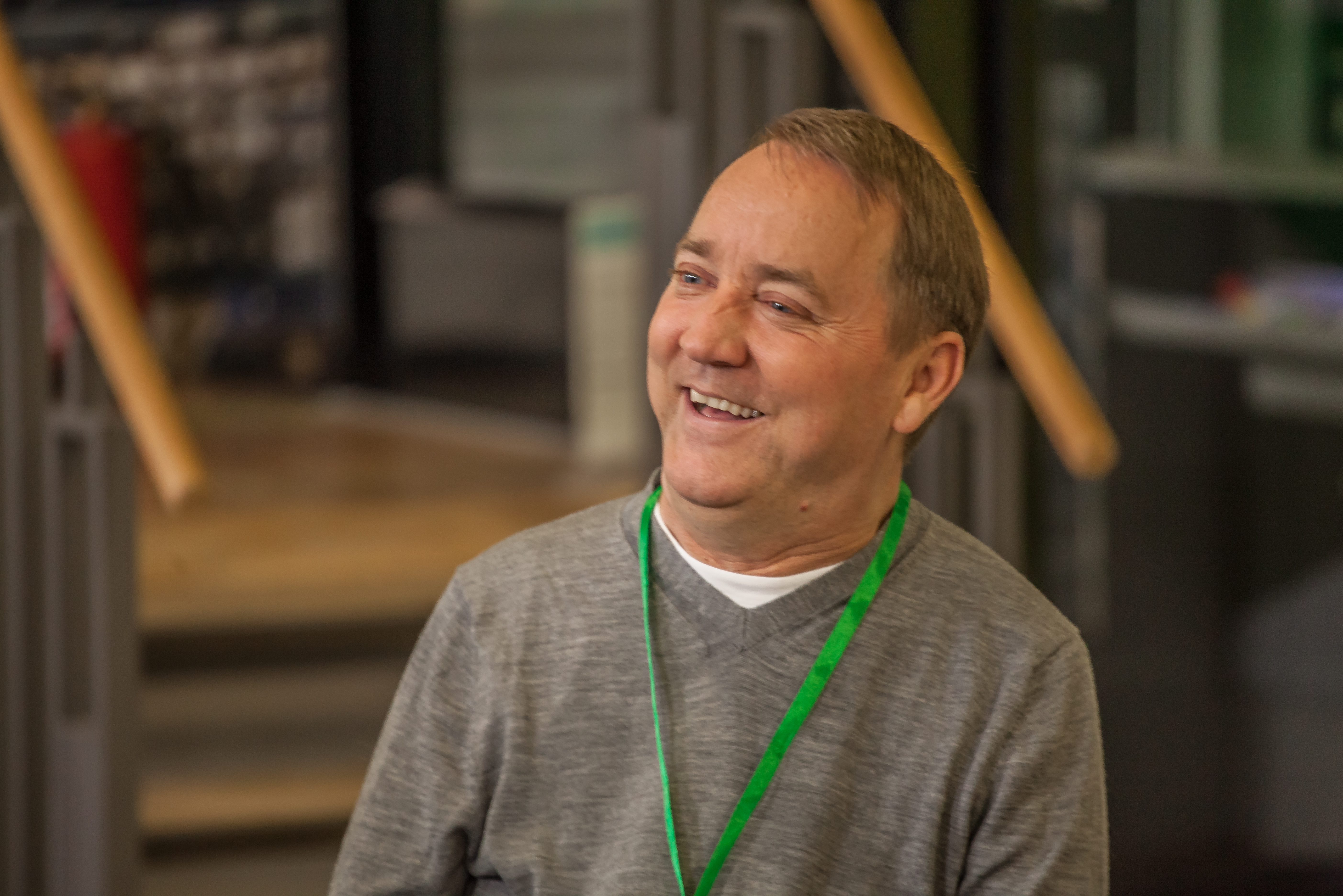
Генеральный директор компании «Обсервер» Роман Аранин

В 2004 году калининградский предприниматель Роман Аранин, владевший несколькими магазинами по продаже обоев и сантехники, во время занятий парапланеризмом попал в аварию, в результате которой остался практически полностью парализованным. После операций и курса реабилитации Роману удалось частично вернуть подвижность головы и рук. Позже, для прогулок на природе, Аранин совместно со своим другом-инженером разработал коляску-вездеход, а в 2009 году открыл компанию «Обсервер» для создания и реализации таких устройств.

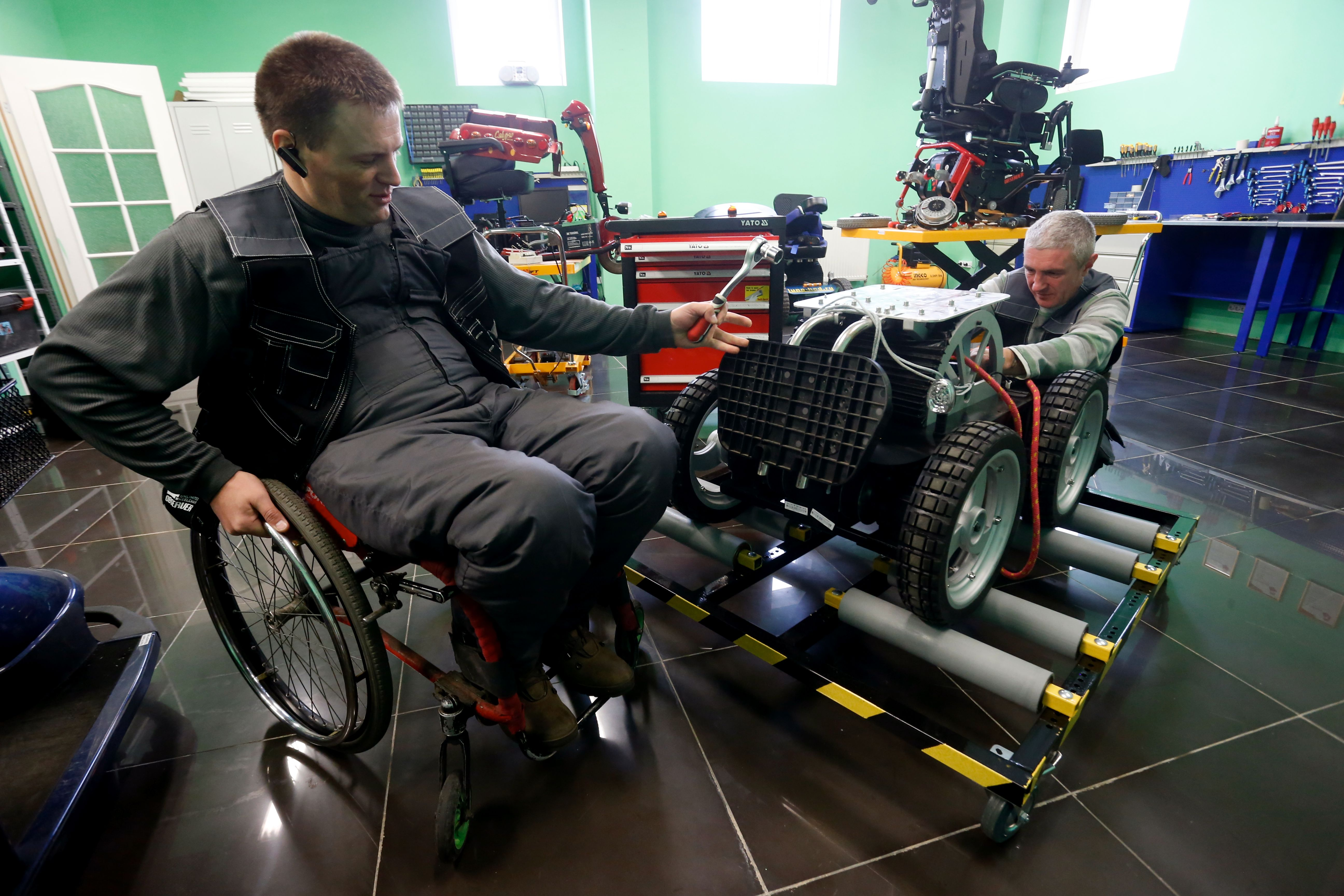

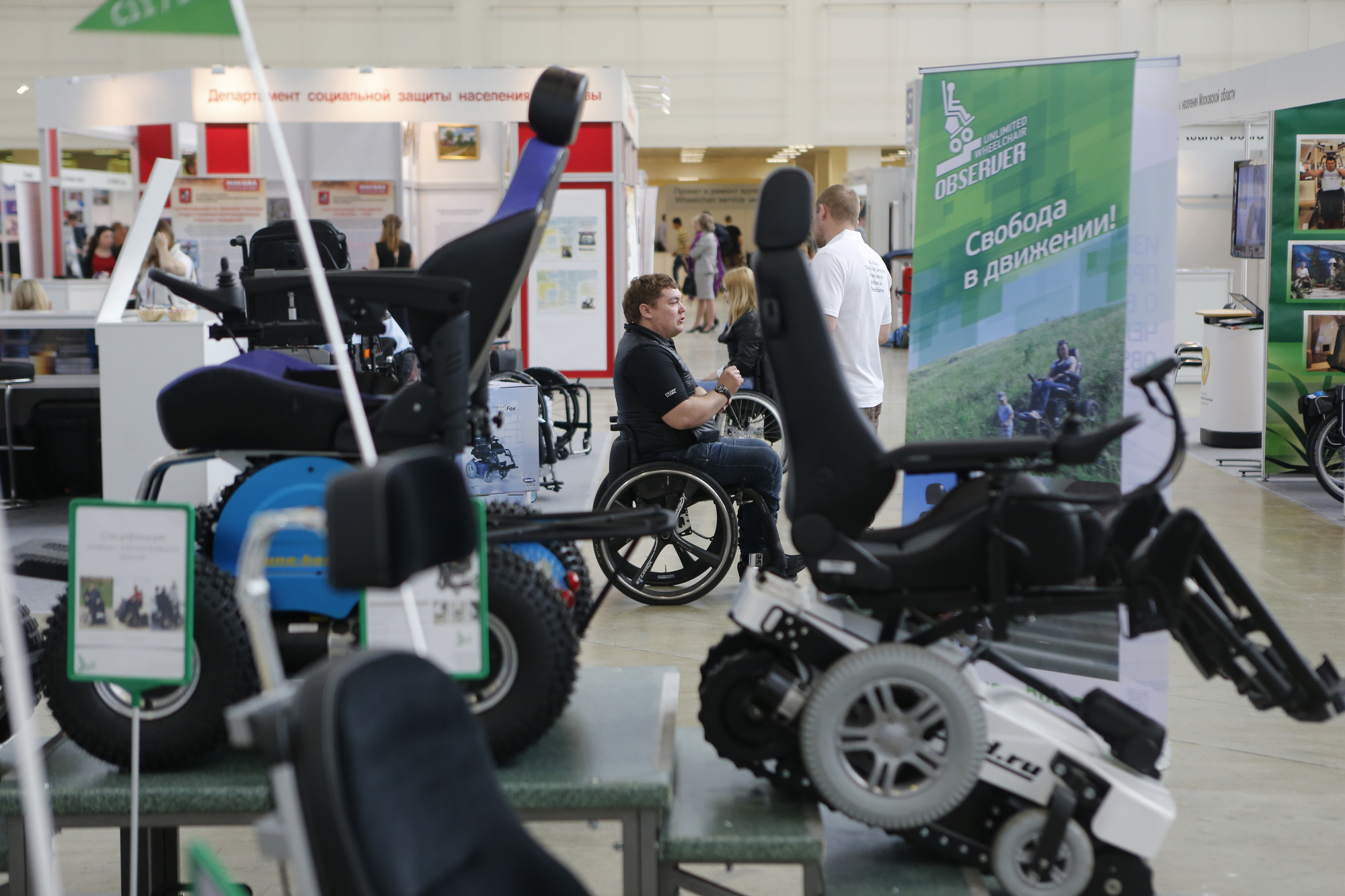
«Коляски-вездеходы» компании «Обсервер»

Позже профиль расширился и, помимо продаж собственных моделей техники для инвалидов, компания наладила отношения с западными компаниями, у которых закупаются иностранные ступенькоходы, лифты, подъемники для лестниц и лестницы, превращающиеся в подъемные платформы.
На начало 2015 года компания сотрудничает более чем с 15-ю иностранными контрагентами, у некоторых из них приобретаются готовые решения, у других — узлы и детали для собственных моделей колясок.
Собственная продукция компании идет на импорт через дилеров, представляющих ассортимент «Обсервер» в Белоруссии, Казахстане, Польше, Германии, Литве, Новой Зеландии, Бразилии и Аргентине.
Помимо производства и реализации оборудования, компания открыла цех по ремонту и обслуживанию инвалидной техники. В штате компании трудится 20 человек, семеро из них — инвалиды. В 2013 году, благодаря содействию фонда «Наше будущее», компанией был запущен проект «Создание сети мастерских по ремонту инвалидных колясок во всех регионах России», где в мастерских работают сами инвалиды.
Также компания во взаимодействии с органами власти, через созданную Араниным общественную организацию «Ковчег», реализует создание «безбарьерной среды» для инвалидов, занимается обустройством аэропортов для нужд инвалидов в России (уже оборудовано 15 аэропортов), вместе с тем ведется работа по оборудованию пляжей для инвалидов (уже оборудовано 8 пляжей), ведётся работа с музеями.

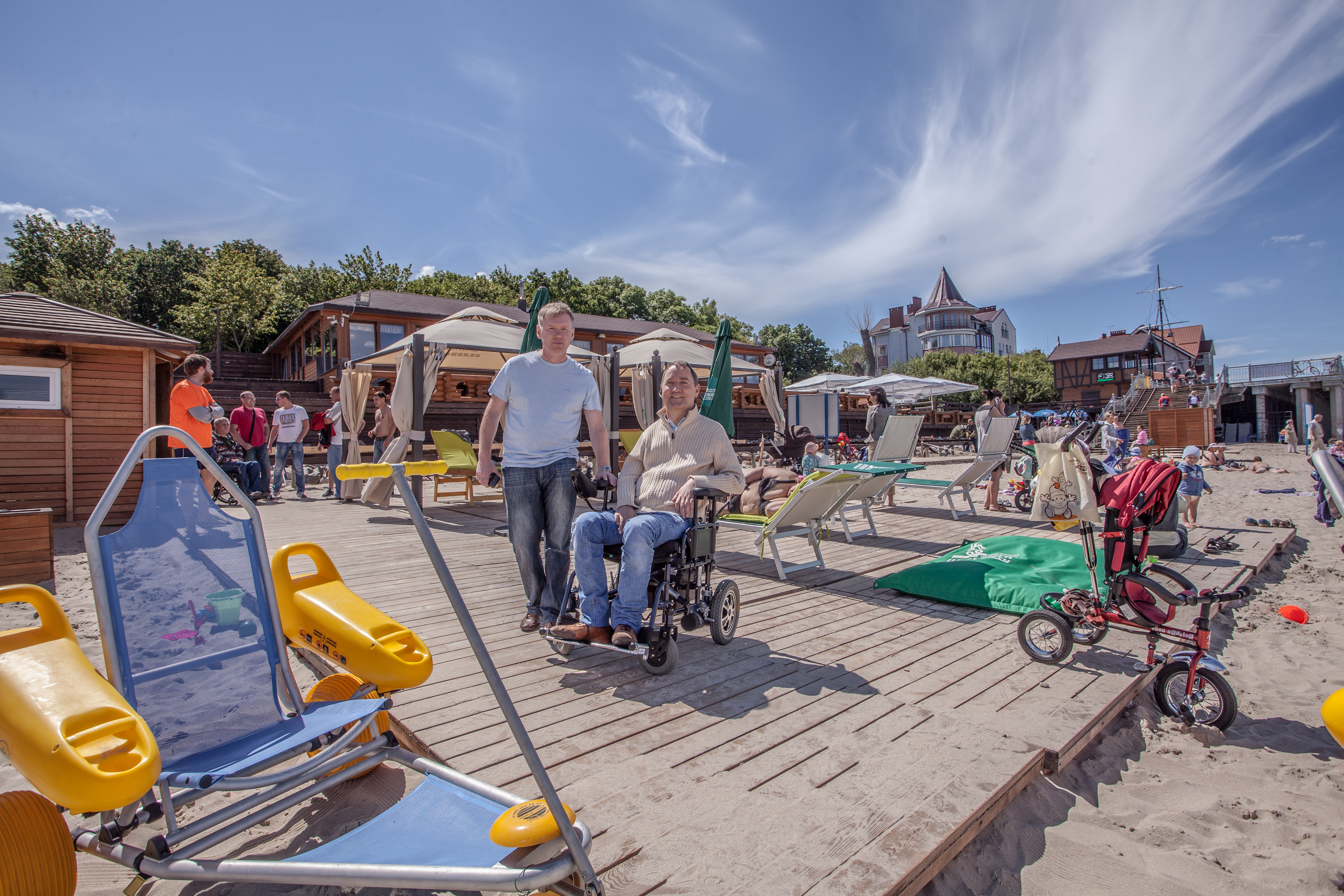
Пляж «без барьеров» в г. Зеленоградске

В 2014 году компания стала победителем всероссийского конкурса «Социальный предприниматель», проводимого Фондом региональных социальных программ «Наше будущее».
В 2015 году основатель компании Роман Аранин стал лауреатом премии «Импульс добра» в номинации «За личный вклад в развитие социального предпринимательства».

## Продукция
- Инвалидные коляски[8].
- Ступенькоходы[8] (устройства, благодаря которым человек в инвалидной коляске может подняться и спуститься по лестнице).
- Опоры-ходунки[8].
- Хэндбайки[8] (велосипеды на ручном ходу).
- Пляжи для инвалидов[8].
- Пандусы[8].
- Специализированные санузлы[8].
- Подъёмные платформы[8].
- Реабилитационное оборудование[8].
- Оборудование и принадлежности для создания «открытой среды»[8].

## Финансовые результаты
По данным Федеральной налоговой службы за 2017 год выручка компании составила 34,2 млн рублей, а чистая прибыль — 1,16 млн рублей. За 2018 году выручка выросла до 48 млн рублей, но был получен убыток в 1,23 млн рублей.